# Província de Kaga
Kaga (加賀国, Kaga no kuni) foi uma antiga província do Japão na área correspondente ao sul da atual prefeitura de Ishikawa. 

Mapa das províncias japonesas (1868) com a província de Kaga em destaque

Governada pelo clã Maeda, a capital de Kaga era Kanazawa. Kaga fazia fronteira com as províncias de Echizen, Etchū, Hida e Noto.  Fazia parte do circuito Hokurikudō.
Kaga foi a última província sob o sistema de representações em 823.